# Wegkreuz am Krummbachsberg

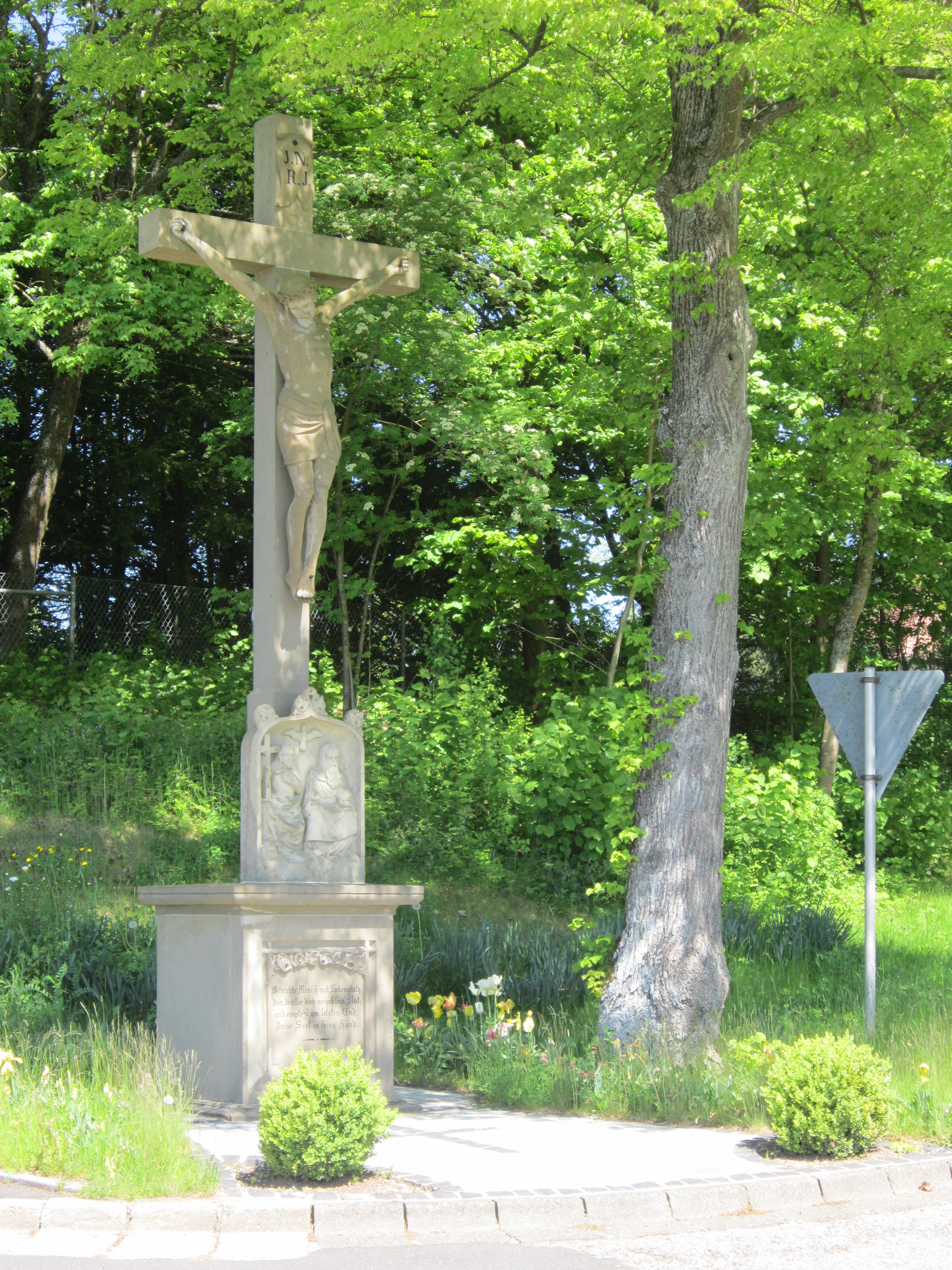
Kruzifix, Krummbachsberg, Poppenroth

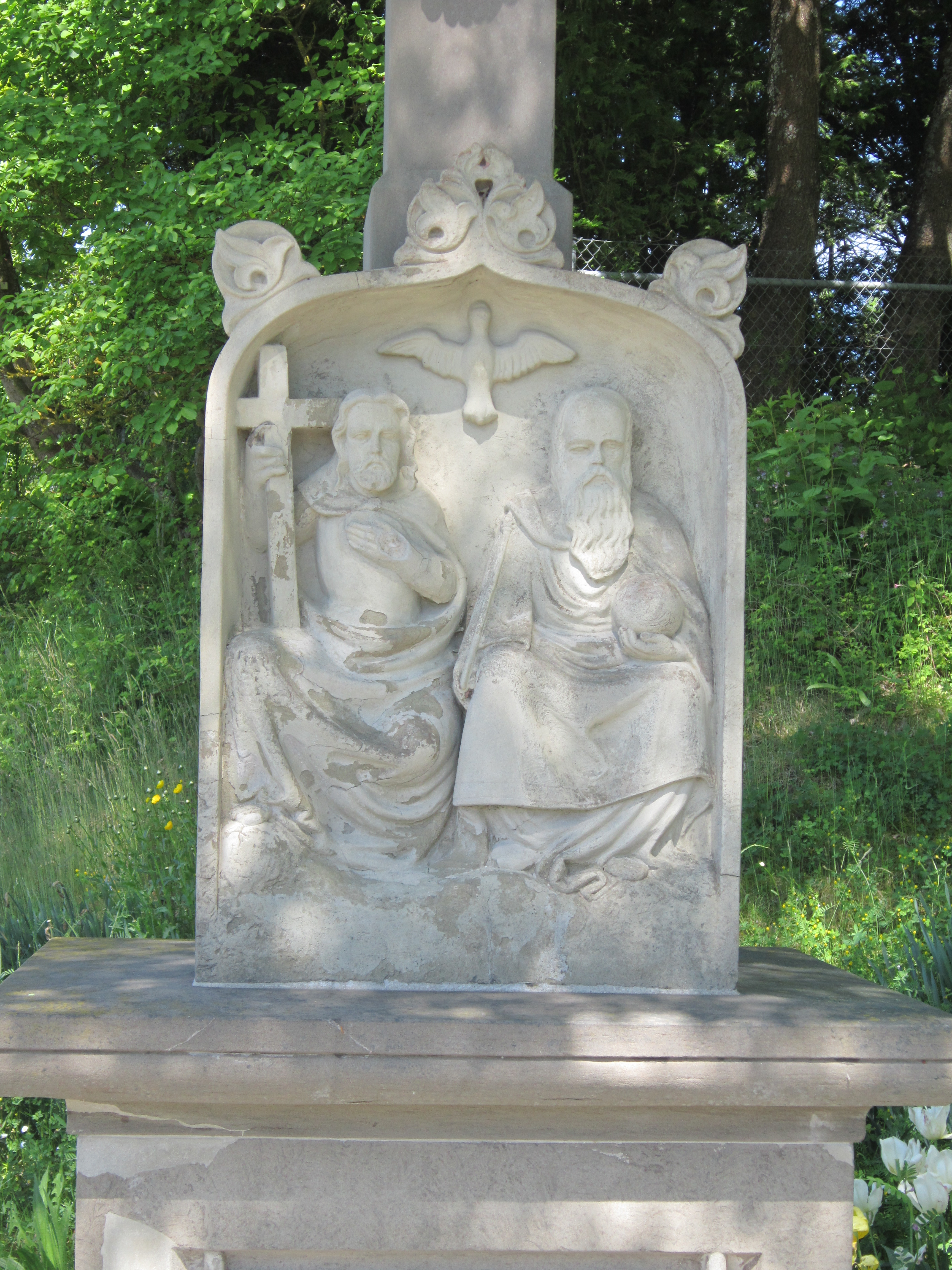
Kruzifix, Krummbachsberg, Poppenroth; Darstellung der Hl. Dreifaltigkeit

Das Wegkreuz am Krummbachsberg befindet sich in Poppenroth, einem Stadtteil von Bad Kissingen, der Großen Kreisstadt des unterfränkischen Landkreises Bad Kissingen. Er gehört zu den Bad Kissinger Baudenkmälern und ist unter der Nummer D-6-72-114-219 in der Bayerischen Denkmalliste registriert.

## Beschreibung
Das Wegkreuz befindet sich am Eingang zum örtlichen Neuen Friedhof und zum Kreuzweg von Poppenroth sowie am Ortsausgang nach Katzenbach (Ortsteil von Burkardroth).
Das Wegkreuz besteht aus gelbem Sandstein und entstand im Jahr 1883 Es ist 470 cm hoch und besteht aus einem mehrteiligen Sockel, Altärchen, Kreuz und Korpus. Die Bodenplatte ist 10 cm hoch und hat die Maße 105 cm × 96 cm. Der 90 cm hohe, prismatische Sockel hat die Maße 84 cm × 84 cm. und trägt eine 8 cm hohe Abschlussplatte mit den Maßen 105 cm × 96 cm. Der Sockel hat eine Gesamthöhe von 110 cm.
Der Aufsatz mit dem Relief der Hl. Dreifaltigkeit auf dem Sockel vor dem Kreuzesstamm ist mit demjenigen am Haus St.-Ulrich-Straße 18 beinahe identisch. Der 93 cm hohe Aufsatz besteht aus einer Nische mit angedeutetem Kielbogen und neugotischer Blattrankenzier auf dem Kielbogen und hat eine Breite von 60 cm und eine Tiefe von 17 cm. Das Relief stellt die Taube, rechts Christus mit Kreuz und links Gottvater mit der Kosmoskugel dar.
Der 90 cm hohe Kreuzsockel hat die Maße 25 cm × 24 cm und der Kreuzsockel 20 cm × 20 cm. Der Kreuzsockel trägt einen Querbalken mit jeweils etwa 60 cm, einen 180 cm hohen Korpus und einen Inschriftzettelträger („IN/RI“ auf der Tafel).
Das etwa 360 cm hohe Kreuz hat einen Sockel von 110 cm Höhe. Die Inschrifttafel am Sockel mit Krabbbenzier oben hat die Maße 63,5 cm × 61 cm. und ist am Leistenrahmen eingetieft. Die Inschrift in Frakturschrift lautet:

„Betrachte Mensch mit Liebesglut

Den, der für dich vergoß sein Blut,

Und empfehl am letzten End,

Deine Seel in seine Händ“

Auf der Rückseite findet sich, ebenfalls in Fraktur, folgender Text:

„Gestiftet

von

den Eheleuten

Simon und Franziska Pfrang

geb. Schmitt

1883“